# Ljusgölen (Högsby socken, Småland)
Ljusgölen är en sjö i Högsby kommun i Småland och ingår i Emåns huvudavrinningsområde.